# Team Ecuador/Saison 2014
Dieser Artikel listet Erfolge und Fahrer des Radsportteams Team Ecuador in der Saison 2014 auf.

## Erfolge in der UCI America Tour
| Datum    | Rennen                                           | Kat. | Fahrer         |
| -------- | ------------------------------------------------ | ---- | -------------- |
| 27. Juni | Ecuadorianische Meisterschaft – Einzelzeitfahren | CN   | José Ragonessi |
| 28. Juni | Ecuadorianische Meisterschaft – Straßenrennen    | CN   | Byron Guamá    |

## Erfolge in der UCI Europe Tour
| Datum    | Rennen                            | Kat. | Fahrer      |
| -------- | --------------------------------- | ---- | ----------- |
| 27. März | 2. Etappe Volta ao Alentejo       | 2.2  | Byron Guamá |
| 20. Juni | 2. Etappe Tour des Pays de Savoie | 2.2  | Jordi Simón |
| 21. Juni | 3. Etappe Tour des Pays de Savoie | 2.2  | Jordi Simón |

## Mannschaft
| Name                                 | Geburtstag         | Nationalität | Team 2013             |
| ------------------------------------ | ------------------ | ------------ | --------------------- |
| Julio Alberto Amores (bis 4. August) | 12. März 1993      | Spanien      | Neoprofi              |
| Antonio Cabello (bis 4. August)      | 5. Januar 1990     | Spanien      | Team Ukyo             |
| Jonathan Caicedo                     | 28. April 1993     | Ecuador      | Neoprofi              |
| Isaac Carbonell                      | 6. August 1994     | Spanien      | Neoprofi              |
| Higinio Fernández                    | 6. Oktober 1988    | Spanien      | Lizarte               |
| José González (bis 4. August)        | 25. Juli 1991      | Ecuador      | Neoprofi              |
| Byron Guamá                          | 14. Juni 1985      | Ecuador      | Movistar Team América |
| Pablo Hidalgo                        | 16. Juli 1987      | Ecuador      | Neoprofi              |
| Jorge Luis Montenegro                | 26. September 1988 | Ecuador      | Neoprofi              |
| Segundo Navarrete                    | 21. Mai 1985       | Ecuador      | Neoprofi              |
| Leónidas Novoa (bis 4. August)       | 6. November 1992   | Ecuador      | Neoprofi              |
| Carlos Quishpe                       | 21. Juli 1991      | Ecuador      | Neoprofi              |
| José Ragonessi                       | 11. Dezember 1984  | Ecuador      | Neoprofi              |
| Pedro Rodríguez                      | 14. Juni 1994      | Ecuador      | Neoprofi              |
| Jaime Rosón (bis 4. August)          | 13. Januar 1993    | Spanien      | Neoprofi              |
| Jaume Rovira                         | 3. November 1979   | Spanien      | Hemus 1896            |
| Jordi Simón                          | 6. September 1990  | Spanien      | Colouer Bicycles      |
| Albert Torres                        | 26. April 1990     | Spanien      | Neoprofi              |
| Henry Velasco                        | 17. November 1992  | Ecuador      | Neoprofi              |